# Энем (аэропорт)
Энем — аэропорт местных воздушных линий в Республике Адыгее. Расположен в 1,5 км северо-восточнее посёлка Энема (в 300 м восточнее железнодорожной линии Краснодар — Крымская), в 5 км южнее города Краснодара.
Аэродром Энем 4 класса, способен принимать самолёты Л-410, Ан-2 и более лёгкие, а также вертолёты всех типов. Максимальный взлётный вес воздушного судна: 20 т. Используется для авиационных работ.
Основным аэропортом Краснодара является аэропорт Пашковский.
Вблизи аэродрома находится спортивный аэродром Энем (индекс ЬРКД).